# Thành Sơn, Mai Châu
Thành Sơn là một xã thuộc huyện Mai Châu, tỉnh Hòa Bình, Việt Nam.

## Địa lý
Xã Thành Sơn nằm ở phía đông huyện Mai Châu, có vị trí địa lý:
- Phía đông giáp huyện Tân Lạc
- Phía tây giáp thị trấn Mai Châu và các xã Chiềng Châu, Mai Hạ, Vạn Mai
- Phía nam giáp tỉnh Thanh Hóa
- Phía bắc giáp xã Tòng Đậu.

Xã Thành Sơn có diện tích 56,25 km², dân số năm 2018 là 4.110 người, mật độ dân số đạt 73 người/km².

## Lịch sử
Sau Cách mạng Tháng Tám năm 1945, địa bàn xã Thành Sơn hiện nay là một phần xã Mai Thượng thuộc châu Mai Đà.
Đầu năm 1951, xã Pù Bin được thành lập trên cơ sở tách từ xã Mai Thượng, là một trong năm xã của liên xã Mai Châu (bao gồm Tân Mai, Mai Thượng, Mai Hạ, Bao La và Pù Bin). Khi mới thành lập, xã Pù Bin có 11 xóm: Bin, Nà Phặt, Nàng, Pưa Mu, Hiềng, Chà Đáy, Noong Luông, Noong, Ó, Piềng Đậu, Nà Đú.
Ngày 21 tháng 9 năm 1956, Thủ tướng Chính phủ ban hành Nghị định số 1053-TTg chia huyện Mai Đà thành hai huyện Đà Bắc và Mai Châu, các xã Mai Thượng và Pù Bin thuộc huyện Mai Châu.
Ngày 22 tháng 1 năm 1957, Ủy ban hành chính Liên khu III quyết định chia xã Pù Bin thành hai xã Pù Bin và Noong Luông. Xã Noong Luông có 6 xóm: Noong Luông, Thắm Nành, Chà Đáy, Noong Ó, Hiềng, Nà Đú.
Ngày 9 tháng 8 năm 1957, Ủy ban kháng chiến Liên khu III quyết nghị chia xã Mai Thượng thành 7 xã: Chiềng Châu, Chiềng Sại, Đồng Bảng, Nà Mèo, Nà Phòn, Thung Khe, Tòng Đậu.
Đến năm 2018, xã Noong Luông có diện tích 16,36 km², dân số là 1.699 người, mật độ dân số đạt 104 người/km²; xã Pù Bin có diện tích 21,42 km², dân số là 1.831 người, mật độ dân số đạt 85 người/km²; xã Thung Khe có diện tích 18,47 km², dân số là 580 người, mật độ dân số đạt 31 người/km².
Ngày 17 tháng 12 năm 2019, Ủy ban Thường vụ Quốc hội ban hành Nghị quyết số 830/NQ-UBTVQH14 về việc sắp xếp các đơn vị hành chính cấp huyện, cấp xã thuộc tỉnh Hòa Bình (nghị quyết có hiệu lực từ ngày 1 tháng 1 năm 2020). Theo đó, sáp nhập toàn bộ diện tích và dân số của ba xã Noong Luông, Pù Bin và Thung Khe thành xã Thành Sơn.